# Simon Hollósy
Simon Josephus Hollósy (n. 2 februarie 1857, Sighet, comitatul Maramureș - d. 8 mai 1918, Teceu Mare, azi în Ucraina) a fost un pictor de origine românească și  armeană din Imperiul Austro-Ungar. El este considerat unul dintre  cei mai importanți pictori maghiari adepți ai naturalismului și realismului în pictura secolului al XIX-lea din Regatul Ungariei.
Hollósy a fost mai important și mai influent în activitatea didactică de profesor decât a fost ca artist. Creația sa nu a fost prea numeroasă dar ca profesor a influențat pictorii care au activat în tabăra de creație artistică intitulată Școala de pictură de la Baia Mare, al cărui membru fondator a fost împreună cu pictorii István Réti, János Thorma și Károly Ferenczy în anul 1896. Activitatea lor la Baia Mare a fost una semnificativă la sfârșitul secolului al XIX-lea și începutul secolului al XX-lea. Muzeul Național al Ungariei a organizat în anul 1966 o mare expoziție a cărui tematică a fost Operele Școlii de la Baia Mare, Celebrarea a o sută de ani de la înființare.

## Copilăria și formarea artistică
Simon Josephus Hollósy s-a născut în ziua de 1 februarie 1857 în Sighetul Marmației într-o familie de moldavo-armeni,  dintr-o sarcină gemelară, împreună cu sora sa Ana Maria. Tatăl lor, Simeon Corbul, era recunoscut ca un comerciant cu o mare reputație. În timp ce bunicul, Crăciun Corbul, și-a păstrat numele și prenumele moldovenesc atâta timp cât a trăit, în 1850, tatăl lui Simon și-a schimbat numele de familie în Hollósy. Nașterea artistului a fost înregistrată în data de 2 februarie, el avându-i ca nași pe Johannes Todorovits, Veronica Hollósy, Lucas Hollósy și Elisabetha Czongola. Mama lui Simon, Anna Mály, era o descendentă a unei familii de intelectuali armeni. Membrii familiei Corbu - Hollósy vorbeau în mod curent limba armeană, română și maghiară. Simon a învățat de la prietenii cu care se juca idiomul idiș al limbii germane și ruteana localnicilor. De la vechiul nume al familiei, lui Simon i se spunea printre prieteni - Corbul.
În anul 1857, Sighetul Marmației avea circa 6.000 locuitori. După 36 de ani, în 1896, moment în care Simon s-a întors de la München, populația localității locuia în 1.800 de case care erau răspândite pe o suprafață de zece hectare. În statistica Comitatului Maramureș din 1891, s-a consemnat existența unui număr de 268.282 de locuitori, din care 12,5% erau maghiari. Cu toate că maghiarii erau minoritari, existau 246 de școli populare din care 106 erau maghiare și doar 34 românești, 30 rutene, 64 bilingve ruteno-maghiare și doar 11 bilingve româno-maghiare. O situație profund nedreaptă o aveau evreii, de cultură și limbă idiș, care nu aveau nicio școală, chiar dacă numărul lor era de 45.074, adică de circa două ori mai mare ca numărul populației maghiare. Pe de altă parte, toate școlile medii existente în comitat erau de limbă maghiară.
Toți biografii artistului au făcut referiri la situația multiculturală a regiunii în care s-a născut și mai ales la naționalitatea armeană a acestuia. Incursiunea statistică expusă mai sus al cărei autor este criticul și istoricul de artă Raoul Șorban, a fost enunțată de acesta ca o oportunitate de a elimina unele confuzii care reies fără excepție din biografiile diverșilor autori, privind procesul de deznaționalizare organizat instituțional și aplicat de statul austro-ungar. Șorban a menționat că Simon Hollósy nu a participat, decât poate accidental, la realitățile și viața din Austro-Ungaria. Ca pictor münchenez, comportamentul artistic de care a dat dovadă, nu a fost grevat de normele restrictive sau de conjuncturile care ar fi putut să-l subordoneze unui program derulat de stat. Este o certitudine, în opinia lui Șorban, că opera și gândirea lui Hollósy s-au dezvoltat independent de doctrinele și moravurile Austro-Ungariei. O dovadă este că artistul s-a stabilit la München în 1878 și nu s-a germanizat chiar dacă a locuit acolo timp de 39 de ani.

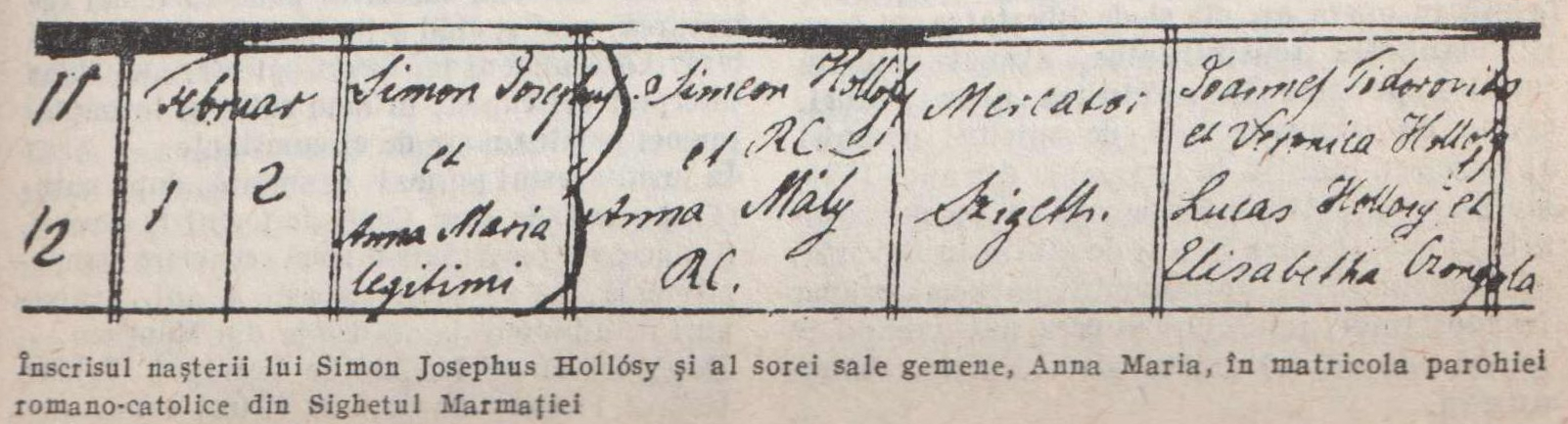
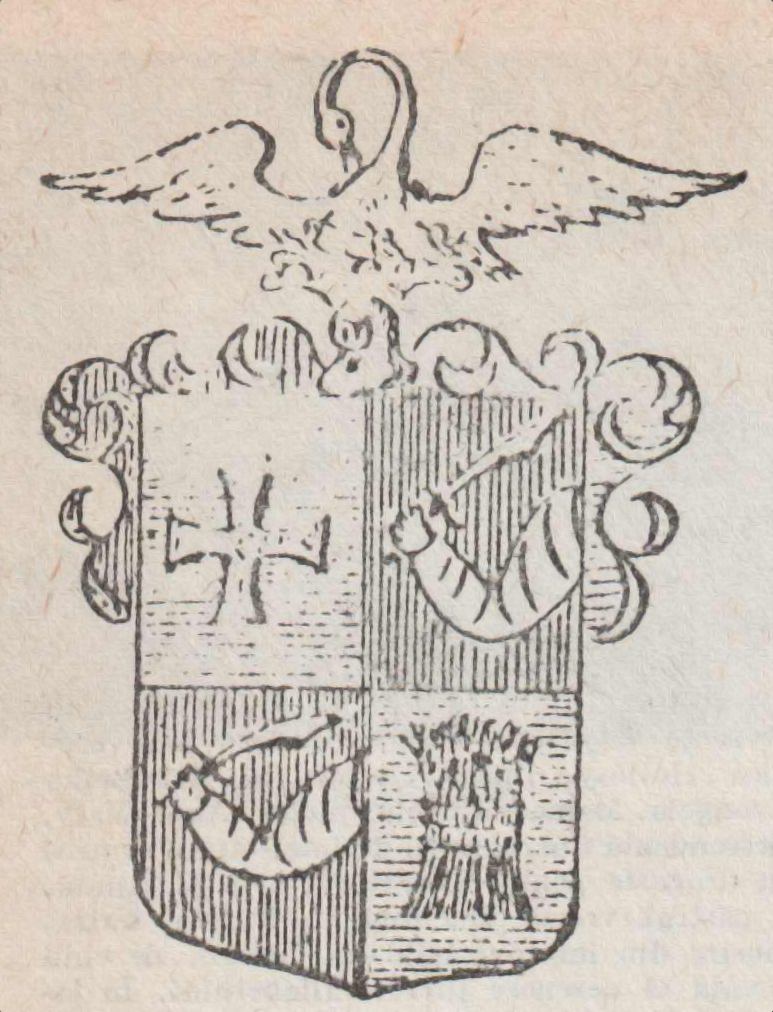
Blazonul nobiliar al familiei Corbul (Corbuli / Korbuly)

Simon Hollósy a frecventat în perioada 1864 - 1872 școala elementară, după care școala gimnazială la liceul catolic al călugărilor piariști din Sighetul Marmației. Copilăria și-a trăit-o cu pornirile hoinare specifice vârstei și o dragoste de natură care a fost reflectată în corespondența artistului cu pictorul Arthur Verona. Acolo a amintit de jocurile copilăriei, de săniuș, de scăldat, de drumețiile pe care le făcea pe la stâne, despre dojenile pe care le primea de la tatăl lui privind evitarea reptenției școlare printr-o prezență corespunzătorare la clasă. În aceste epistole nu transpare niciun indiciu privitor la preocupări artistice.
Conform unor date istorice, se știe că în mai 1872 în Sighetul Marmației a avut loc un incendiu pustiitor, eveniment care i-a adus familiei Hollósy mari distrugeri și pierderi materiale. Ca urmare, magazinul de modă al lui Simeon Hollósy (Corbul), tatăl, a intrat în faliment. După absolvirea claselor gimnaziale de la Sighet, Simon Hollósy a fost trimis de familie la Budapesta, pentru că să urmeze cursurile academiei comerciale. A fost acolo împreună cu fratele lui mai vârstnic Ștefan. Acesta studia dreptul și mai apoi a devenit scriitor.
Artistul a studiat patru ani la academia comercială, dar fără a manifesta vreun interes pentru aceasta. Pe de altă parte, în acest timp, el și-a cultivat simțul și talentul muzical, deoarece avea înclinații și deprinderi în mânuirea violinei și mai ales a violoncelului. Se știe că în câțiva ani, Simon Hollósy a devenit un virtuoz al instrumentului, pasiunea lui pentru muzică păstrându-se nealterată toată viața.
Informațiile despre tinerețea artistului armean sunt destul de confuze și reconstituirea datelor sunt aproximative. Cu certitudine se poate spune însă, că în anul 1874, adică la vârsta de 17 ani, Simon a realizat un tablou cu tematică religioasă pentru biserica din Coștiui, Maramureș, comuna Rona de Sus, de lângă Sighetul Marmației. Din datele documentare care au ajuns în contemporaneitate, se poate spune că Hollósy era un necunoscut și nu pictase încă nimic. Faptul că i se comandase un tablou pentru care a primit 400 de florini, echivalentul a 800 de coroane, o sumă importantă pentru acele vremuri, înseamnă că nu era lipsit de experiență în domeniu. Se știe că Anna Maly, mama lui Simon, a păstrat timp îndelungat multe din improvizările pe care le făcea Simon pe vremea când a învățat să scrie. Din această perioadă a mai rămas o lucrare din jurul anul 1874, o scenă de gen intitulată Copii de țigani la pescuit. Cu o astfel de temă, Simon Hollósy și-a susținut în 1878 examenul de admitere la Academia de Arte Frumoase din München, iar în 1875 a realizat o copie - Vornicel la nuntă, după Mihály Munkácsy.

Profesorii lui Simon Hollósy
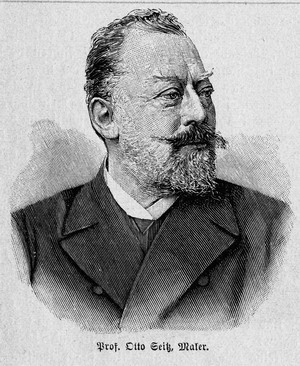
Otto Seitz
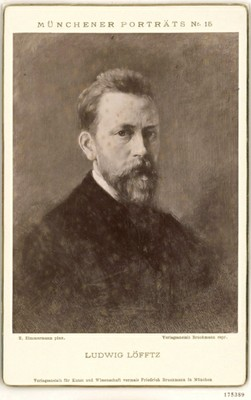
Ludwig von Löfftz
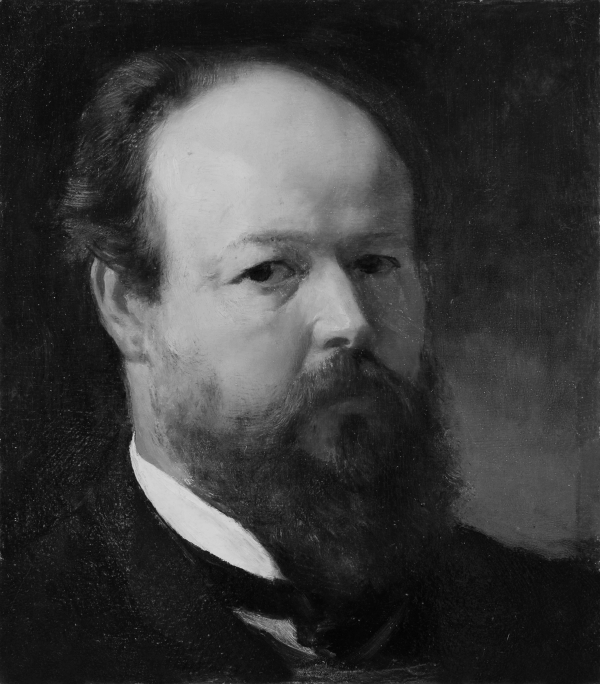
Alois Gabl
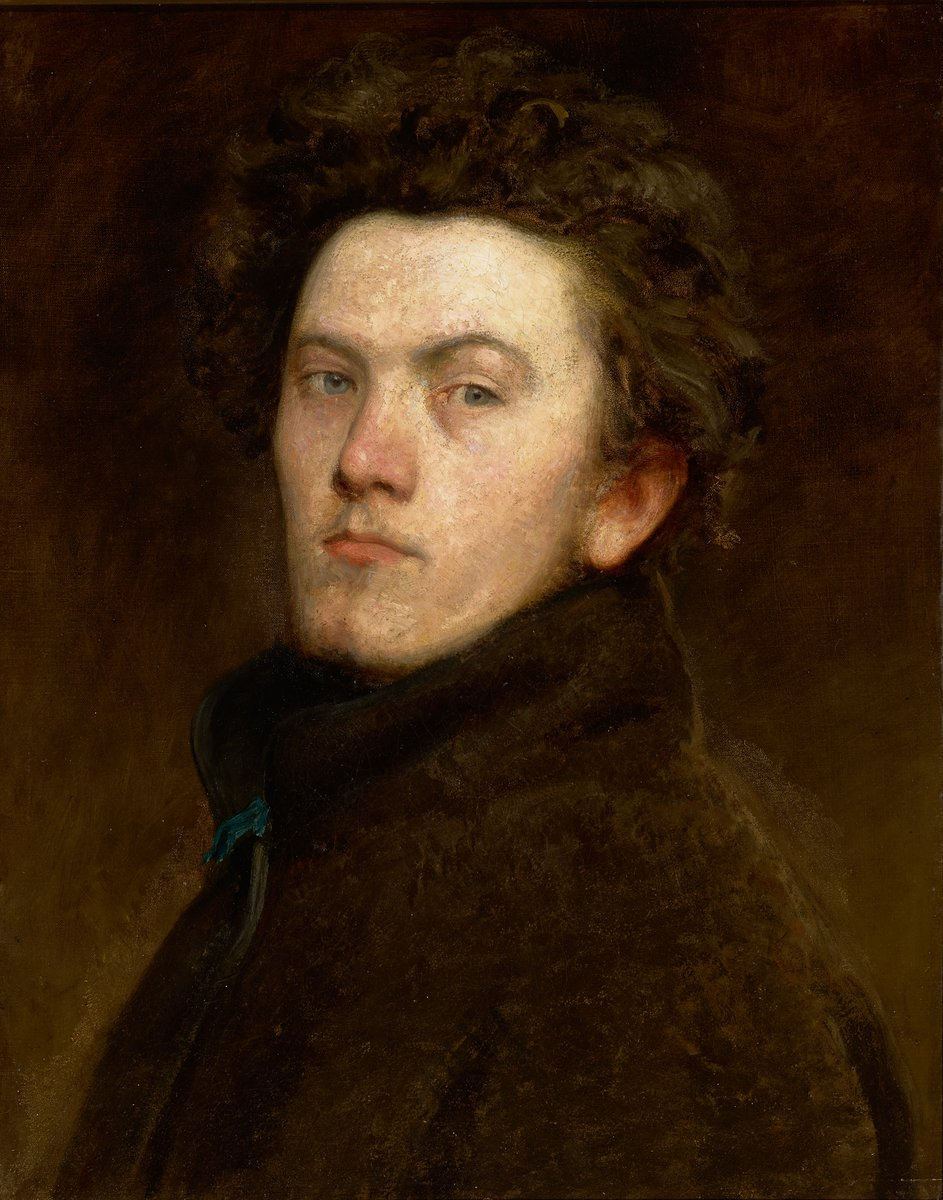
Bertalan Székely

În 1875 sau 1876, Hollósy era „audient" la Școala de desen după model din Budapesta. Zoltan Felvinczi Takets a studiat problema și a precizat că artistul apare în registrul matricol al șolii doar pentru un singur semestru, dar nu a participat la cursuri. Opinia lui Takets a fost că „tânărul Hollósy n-a beneficiat, în nici un fel, de acel semestru". Takets a menționat că Simon a pictat în 1876 o Coborâre de pe cruce și câteva portrete. În toamna anului 1878 Simon a plecat împreună cu József Hollósy la München unde s-a înscris la Academia de Arte Frumoase. La academie a avut ca profesori trei pictori reputați, pe Otto Seitz, Alois Gabl și Ludwig von Löfftz. Simon i-a amintit pe maeștrii săi de școală istoricului Kristóf Szongott și pictorului Alexandru Ziffer. Simon a frecventat cursurile academiei până în anul 1882. A obținut la examenele pe care le-a dat o medalie de bronz și mai multe medalii de argint.
Hollósy s-a stabilit definitiv, după terminarea academiei la München unde a locuit până la sfârșitul vieții. În anul 1886 și-a deschis la München propria Școală particulară de pictură. Din acest an cariera sa a orbitat definitiv pe traiectoria îmbinării creației originale cu opera pedagogică.  Încurajat de István Réti și János Thorma, elevii și prietenii săi, Hollósy a deschis în vara anului 1896 o tabără de creație artistică intitulată Școala de pictură de la Baia Mare, al cărui exponent de mai apoi a fost pictorul Károly Ferenczy. Simon Hollósy a deschis calea spre noi abordări în pictură bazându-se pe propria personalitate și pe evidențierea meritelor pictorilor francezi, așa cum a fost de exemplu Gustave Courbet. S-a situat permanent pe o poziție contrară stilului academic și i-a admirat pe Jules Bastien-Lepage, Jules Breton, Emile Zola, Henri Murger, Lev Tolstoi și Feodor Dostoievski.

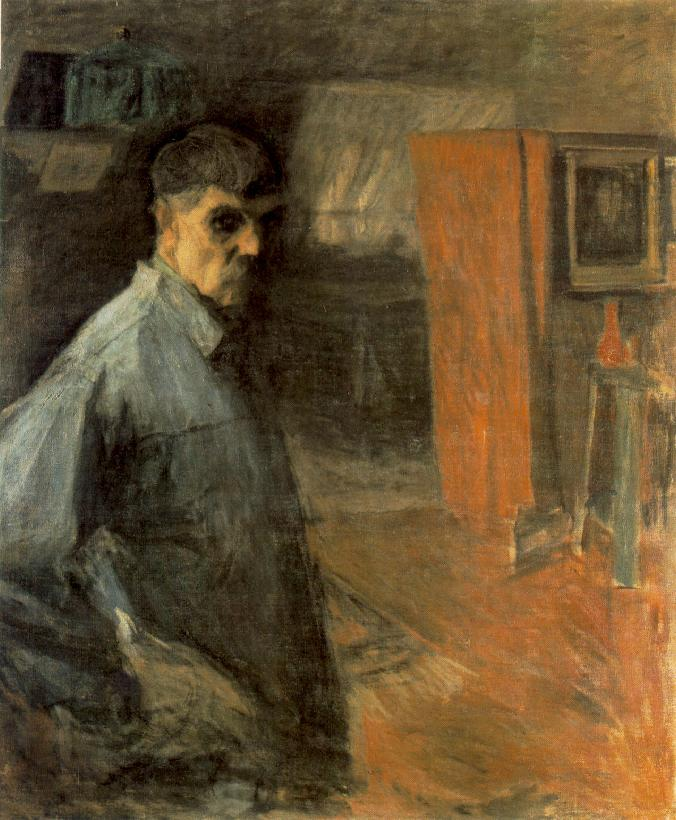
Autoportret
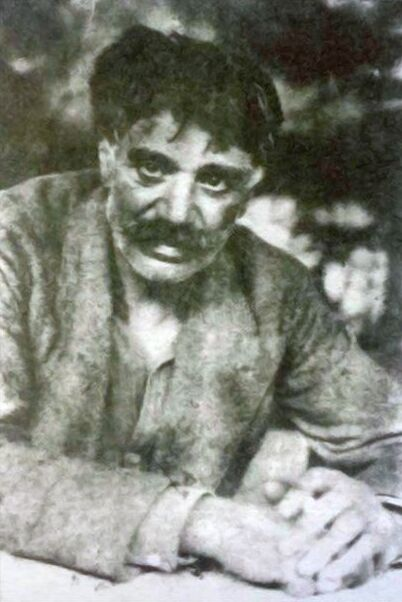
Foto
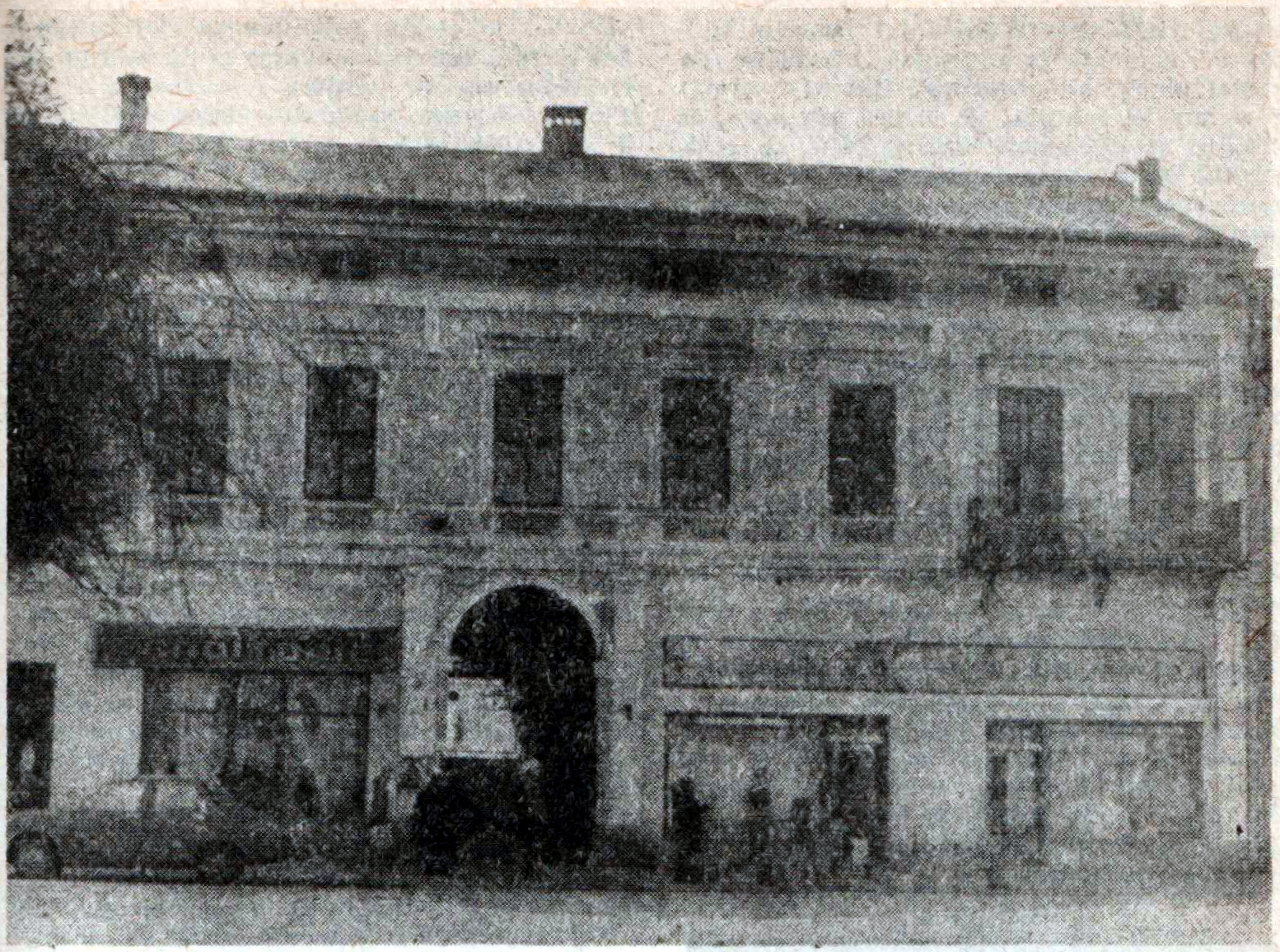
Casa Hollósy din centrul orașului Sighetul Marmației
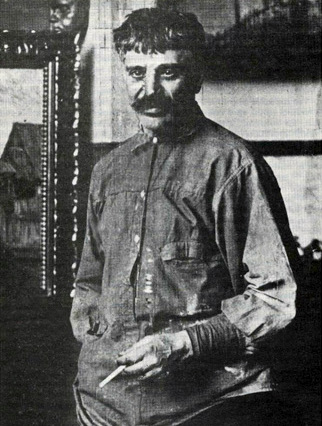
Foto
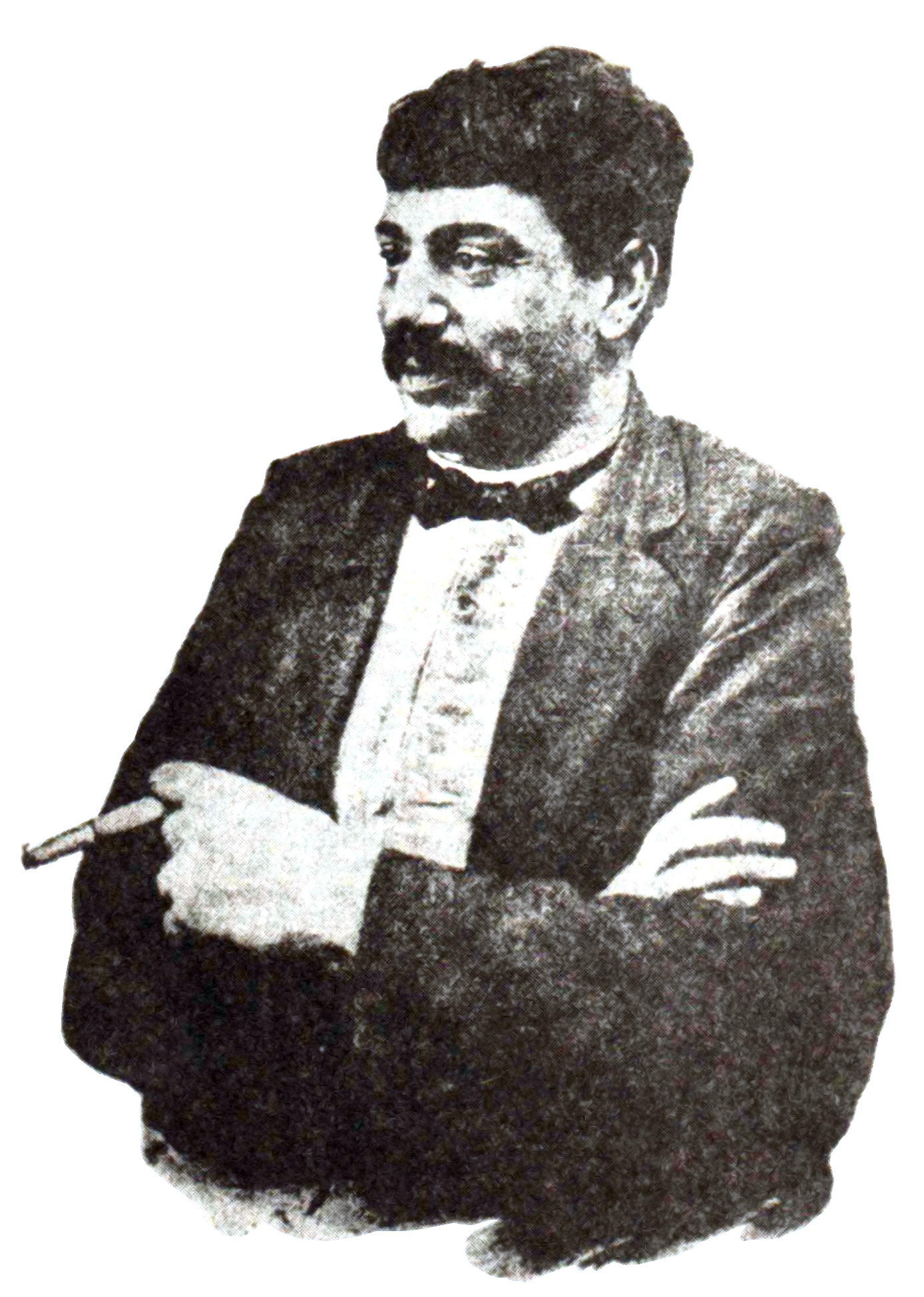
Foto

Simon Hollósy nu a excelat printr-o prezență expozițională numeroasă, conform uzanțelor epocii în care a trăit. A participat la expoziții la München și Budapesta în anii 1897, 1899 și 1900 și la expozițiile colective ale Școlii de la Baia Mare în 1907 și 1909. A participat cu lucrări la Expoziția Universală de la Paris din anul 1900; la Satu Mare tot cu Școala de pictură de la Baia Mare în 1901 și la Baia Mare la Expoziția Jubiliară din anul 1912.

## Școala particulară de pictură Simon Hollósy
Școala particulară de pictură înființată de Simon Hollósy la München în anul 1886 s-a manifestat în cadrul unei ambianțe universitare de tip germanic ale cărei structuri didactice și pedagogice excelau în abordarea autoritară a unui stil academist specific acelor vremuri. Școala lui Hollósy a avut meritul de a se opune conservatorismului academic de învățare a meșteșugului picturii după modele, prin promovarea educației artistice bazată pe aternative liberale privind studiul naturii. Schimbarea pe care artistul și-a dorit-o, s-a petrecut de-a lungul unei progresii evolutive de durată. În cadrul acestui proces se pot distinge două etape de dezvoltare: etapa cursurilor anuale permanente de la München (1886 - 1895) și etapa cursurilor alternative - iarna, studii în capitala Bavariei și vara, studii de plein-air în mediul taberelor pe care le organiza în cadrul unor destinații rurale provinciale (1896 - 1918). Etapa a doua a fost structurată pe experiența dobândită în cele șase tabere de vară pe care le-a organizat la Baia Mare între anii 1896 - 1901.
Prin fundamentarea unui curriculum educațional caracterizat de un radicalism antiacademic, Hollósy a avut un impact remarcabil la public, ceea ce a determinat o ascensiune specataculoasă de notorietate pedagogică în tot mediul artistic german. Ca urmare, școala pe care a înființat-o a cucerit o poziție dominantă pe piața învățământului particular din Munchen. Școala s-a aflat la mare concurență cu atelierele în care se studia până atunci și care aparțineau unor pictori celebrii în epocă, așa cum au fost cele a le lui Franz Lembach, Anton Ażbe, Anton von Knirr, etc. Astfel, școala lui Hollósy a depășit cu mult limita culturală germană, devenind unul dintre factorii de educație instituționalizați cei mai importanți din Europa Centrală și de Est.
Rezultatele pe care Simon Hollósy le-a obținut ca urmare a celor trei decenii de activitate didactică independentă, îl plasează pe acesta în topul personalităților artistice europene ale epocii lui. Analiștii activității sale au considerat că școala sa a pregătit circa 1000 de studenți. Impresionant în acest sens este faptul că aceștia proveneau din cele mai diferite medii artistice. Ei veneau din Europa Centrală și cea de Răsărit - în special Polonia, Austria, Germania, Ungaria, Ucraina, Lituania, România și Rusia. De asemenea, școala a atras și studenți din Europa Occidentală: din Belgia, Spania, Elveția, Italia, Danemarca și chiar din SUA sau Armenia, India, Japonia și Australia. Datorită structurii cosmopolite de tip internațional, impactul pedagogiei promovate de Simon Hollósy poate fi identificat în operele unor reprezentanți de vârf din diferite țări. Așa pot fi enumerați în:
- Basarabia - Moisei Kogan;
- Cehia - František Dvoržak;
- Elveția - Max Buri și Hans Emmenneger;
- Germania - Konrad von Kardoff, Alexander Liebmann, Jakob Nussbaum, Emil Pottner;
- Slovacia - Viktor Belány și Elemer H. Hradil.
- România - Artur Verona, Sándor Ziffer și Samuel Mutzner;
- Rusia - Vladimir A. Favorky, Alexandr N. Tihomirov, Mstislav V. Dobujinsky și Zenovin Grjebin;
- Ungaria - István Réti, János Thorma, Czigány Dezső, Zoltán F. Takács, Ferencz Sablya-Frischauf;

Performanțele didactice ale lui Simon Hollósy au fost depășite de limitele, de altfel remarcabile, ale propriilor abilități pedagogice. Școala lui Hollósy a avut o contribuție importantă la înnoirea tehnicilor de educațiie artistică și de înnoire a modalităților de expresie.
Simon Hollósy a fost promotorul organizării unei Academii de Artă încă din anul 1894, mărturie stând în acest sens documentul de intenție pe care l-a conceput în vederea inițierii acestui proiect, document care conține în mod formal și enunțul unor argumente și principii pedagogice de urmat.
Conform analizei lui Tiberiu Alexa, succesul Școlii lui Hollósy s-ar fi datorat organizării taberelor de vară de la Baia Mare între anii 1896 - 1918. După ce Simon Hollósy a părăsit tabăra de vară de la Baia Mare în anul 1901, acesta a încercat să organizeze tabere de creație similare la Fonyód - Balaton în anul 1902 și Hunedoara în 1903, încercări care s-au dovedit a fi nereușite. Ca urmare, Hollósy a reușit în final să organizeze Școala la Teceu Mare în Maramureș în anul 1904. Din acest moment întreaga sa activitate s-a desfășurat între München (iarna) și Teceu Mare (vara). Au existat și două excepții când, a organizat tabere de creație la Sighetu Marmației în anul 1913 și Gilău în 1915.

## Opera

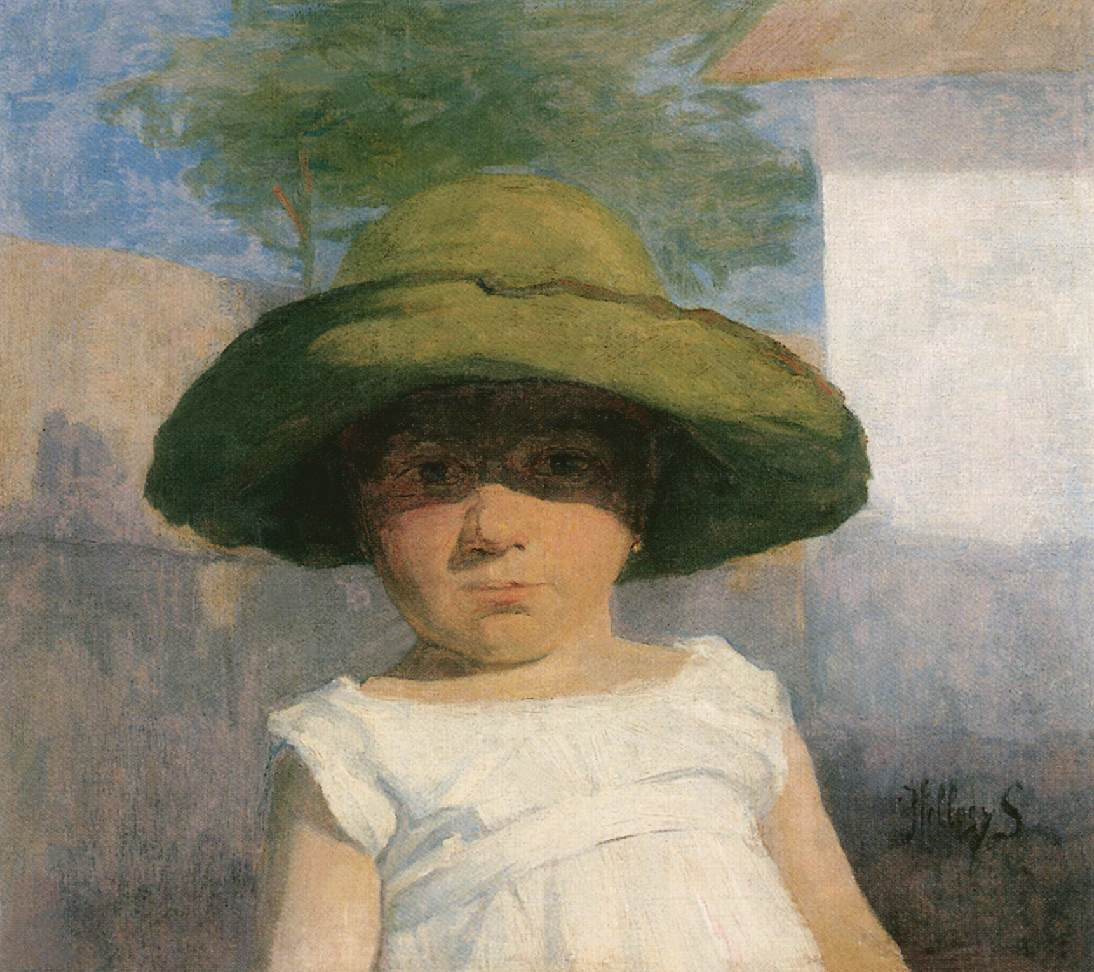
Fetiță, Baia Mare - 1900

Din opera pe care Simon Hollósy a lăsat-o posterității, doar o parte a reușit să supraviețuiască până astăzi. Creația sa plastică reușește să arate un proces îndelungat de definire a mijloacelor tehnice și formale prin care artistul a transpus de fapt propriile trăsături intelectuale în cadrul unui discus plastic propriu și original.
Datorită fragmentarismului moștenirii pe care a lăsat-o în urmă, critica de artă a reușit să stabilească etapele majore ale creației artistului. Astfel, în perioada penultimului deceniu al secolului al XIX-lea se poate vedea în lucrările sale eforturile acestuia pentru depășirea tarelor academiste, ale picturii de salon müncheneze. Compozițiile din acei ani au o tematică exclusiv rurală și sunt caracterizate de un stil pictural naturalist cu care pictorul a încercat să exprime un amestec de frământări existențiale și căutări artistice care-l măcinau. Aceste compoziții au dat formă unor caractere umane și a unor tipologii de subiecte și tematici prin care intelectualitatea contemporanetății lui și-a construit propriile imagini despre sine și societate. Cea de a doua etapă a fost cea a realismului prezent în lucrările de plein-air în care pictorul a alternat tematica compozițiilor de gen cu peisagistica, mai ales în ultimul deceniu al secolului al XIX-lea. În mod particular se remarcă în această etapă perioada taberelor băimărene a școlii pe care a înființat-o în anul 1896. În acești ani a apărut un surprinzător proces de agregare stilistică al elementelor impresioniste, simboliste și realiste prezente în lucrările anterioare. Ultima etapă a fost cea a taberelor de creație pe care le-a organizat la Teceu Mare, perioadă în care discursul artistic al creației sale s-a îmbogățit cu o dominantă pre-expresionistă.
După decesul din anul 1918, circulația operelor sale nu a fost una importantă, ba chiar defavorabilă. La Bienala de la Veneția din anul 1922 au fost expuse doar trei lucrări și până în deceniul al șaselea al secolului al XX-lea tablourile lui Hollosy au apărut în public doar sporadic. Revenirea în atenția publicului s-a produs o dată cu expoziția aniversară din anul 1957 - cea a centenarului nașterii sale. Ulterior, pânzele lui Hollosy au obținut dintr-o dată un statut prețios în colecțiile publice ale muzeelor din Ungaria și din România (Muzeul de Artă din Cluj-Napoca, Muzeul de Artă din Târgu Mureș și Muzeul de Artă din Baia Mare). După expozițiile organizate cu ocazia întemeierii taberei de artă din Baia Mare din anul 1996, întreaga creație a lui Simon Hollosy a ieșit în centrul atenției publicului la Budapesta și Baia Mare și mai apoi în Franța, Germania și București.

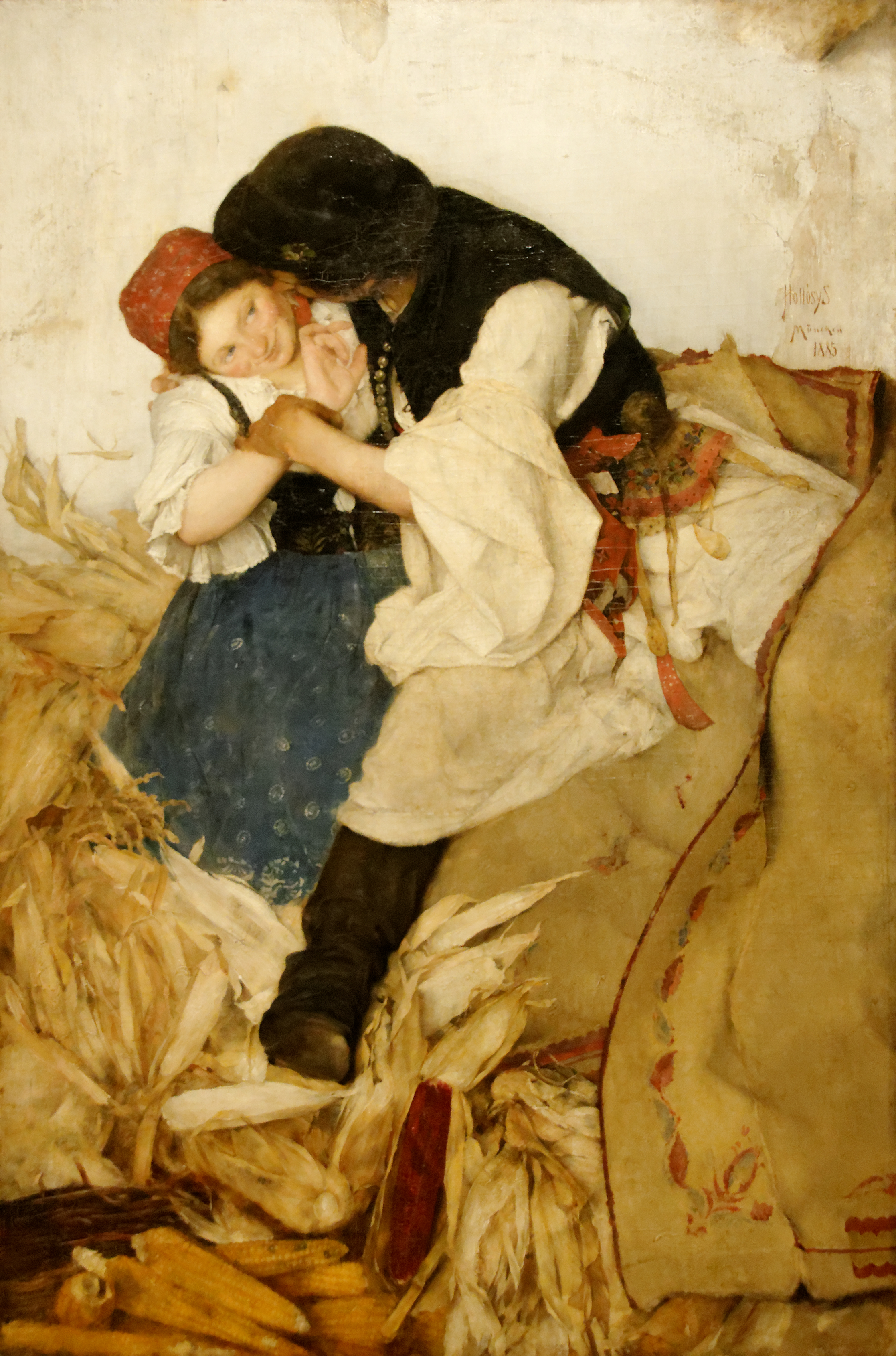
Depănușatul porumbului
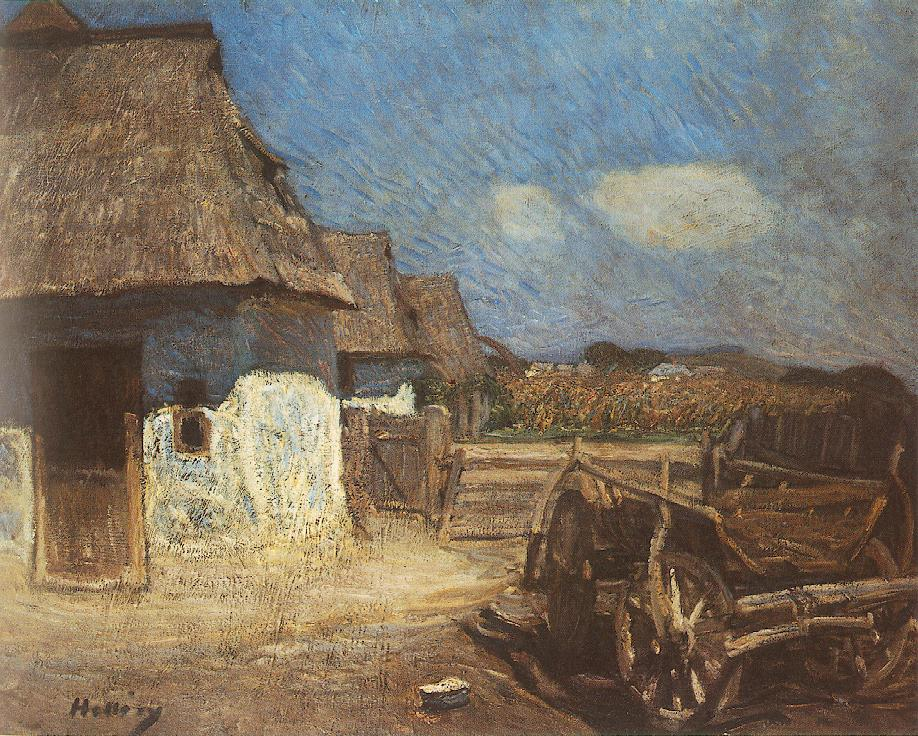
Grădină, Teceu
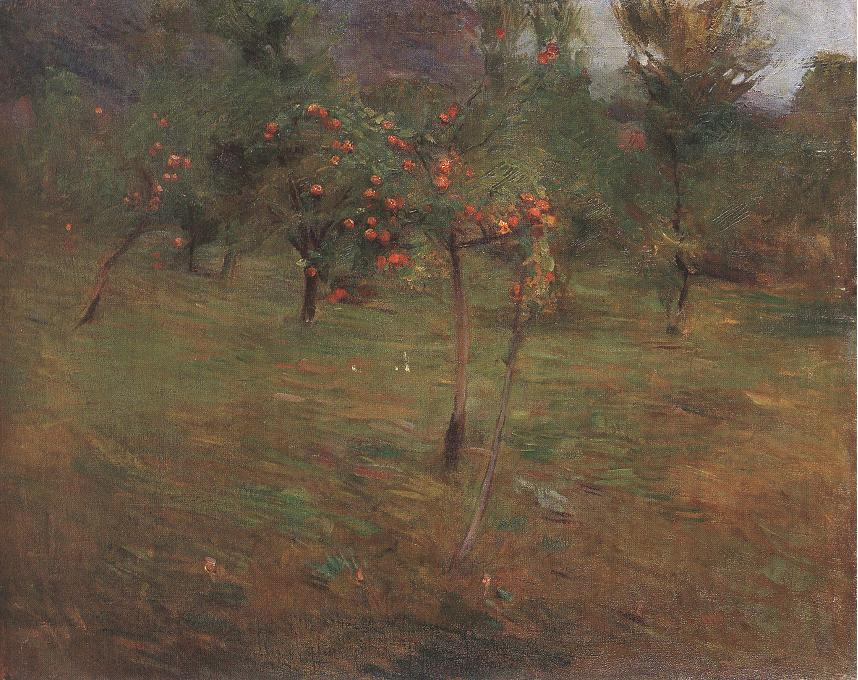
Toamna, Baia Mare
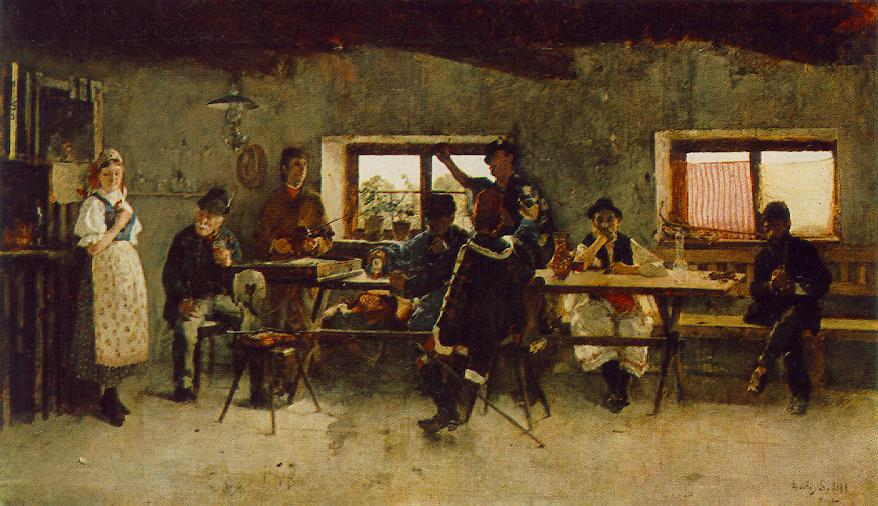
Petrecere la cârciumă
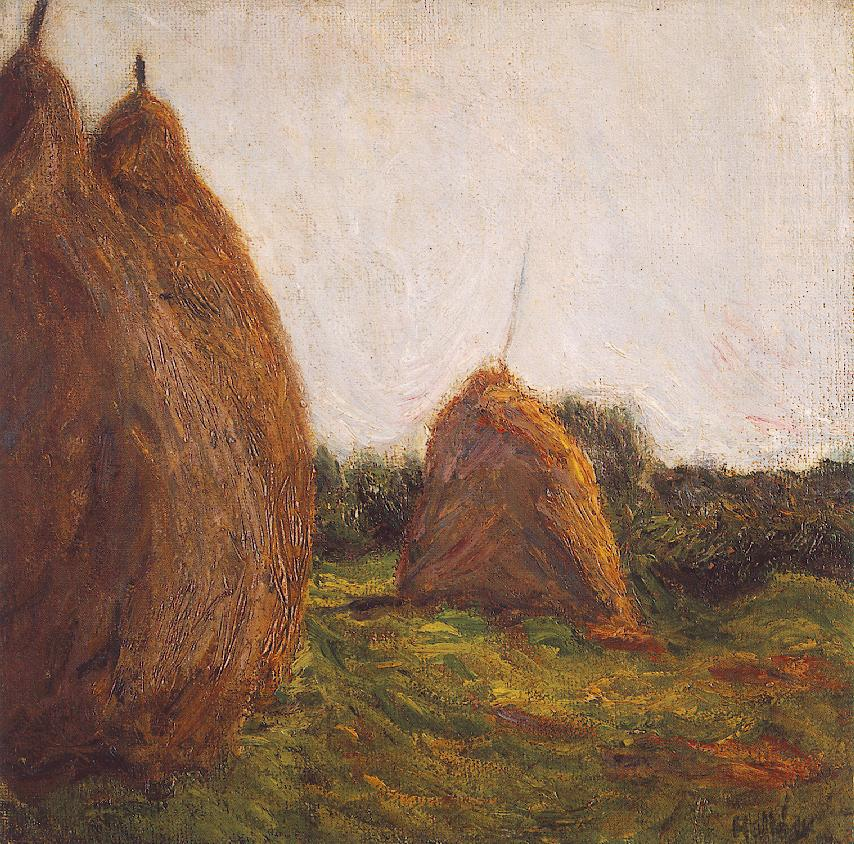
Clăi de fân
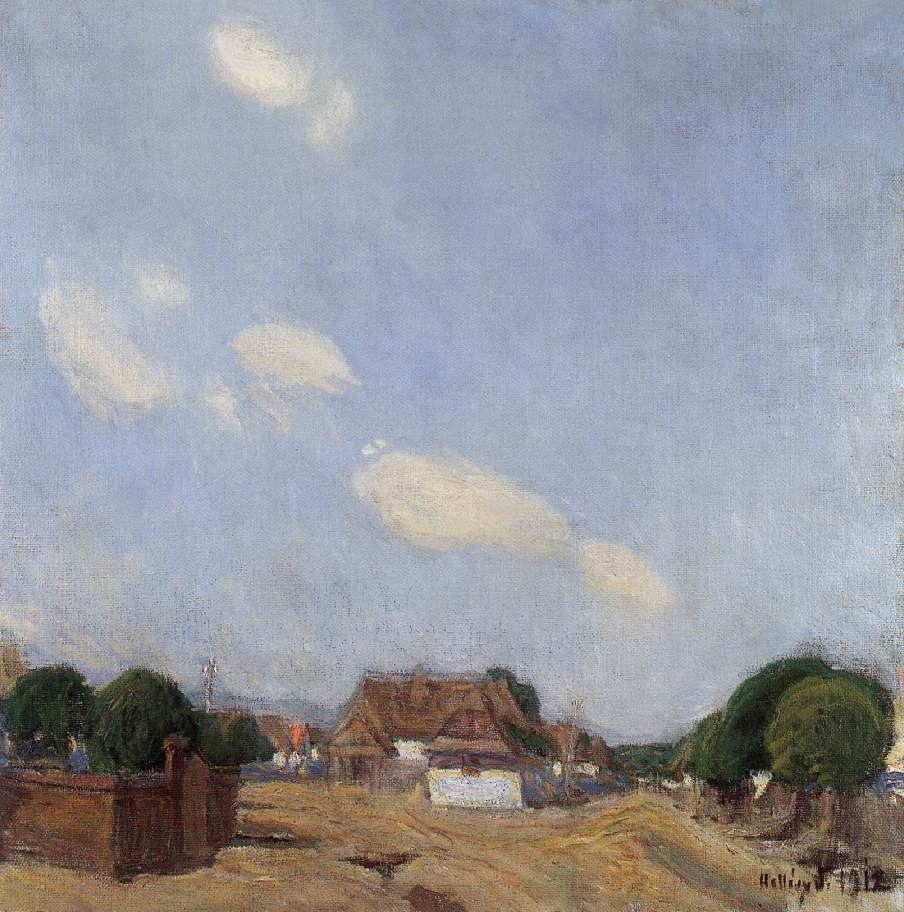
Marginea satului

## Opera versus piața de artă

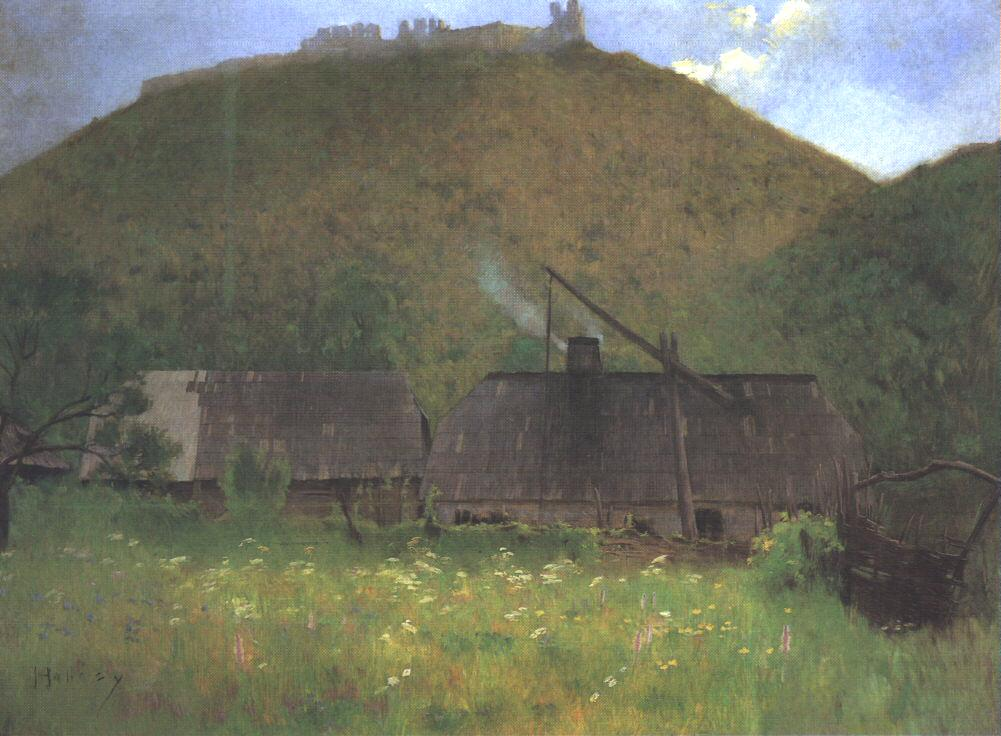
Cetatea Hust - 1896

După anul 1996 au apărut sporadic pe piața de artă lucrări semnate de către Simon Hollosy la licitațiile publice organizate la Budapesta.
Pictura care înfățișează ruinele Cetății Hust realizată în anul 1896 și care a fost achiziționată de Muzeul de Artă din Sighetu Marmației, a fost furat în anul 1990 și a fost recuperat cu concursului statului ungar.

## Elevii lui Hollósy la Baia Mare
Lísta artiștílor șí elevílor dín cercul műnchenez al luí Hollósy care l-au urmat pe pictor la Baía Mare între anlí 1896-1901:
Abrevieri: A-U = Austro-Ungaria E = Elvetia G = Germania P = Polonia R = Rusia RO = Románia 
- 1896 Auskerin (R) • Austeim, Beniamin (R) • Belányi, Viktor (A-U) • Buri, Max (E Geneva) • Cohn-Fowler, Charles (Calcuta) • Czuzy, Károly (A-U) • Deák, Lajos (A-U) • Eschler (G) • Ferenczy, Károly (G München) • Genehr, H. (G) • Grosz, Mór (A-U) • Guillemot, Edmond Havas, Béla (A-U) • Horthy, Béla (A-U) • Johnson, Eduard (Boston) • Joó, Béla (A-U) • Kallos, Ede (A-U) • Kardorff, Conrad von (G) • Kamencky, A (A-U) • Kiszely, József (A-U) • Liebmann, Alexander (G) • Lottermoser (G) • Mély, József (A-U) • Meisl, G. Münich, E (A-U) • Nussbaum, Jakob (G Köln) • Papp, Gábor (A-U Cluj) • Réti, István (A-U Baia Mare) • Rotterdam, Ulrich (G) • Rudnay, Gyula (A-U) • Schereschewsky, Rufin (Ruben) (R Odesa) • Scharff, Viktor (A-U Viena) • Schwarz, Georg (G München) • Szenes, Fülöp (A-U) • Slányi (A-U) • Tegyei, Lajos (A-U) • Toth Molnár, Ferencz (A-U) • Troitsch, Walter (G) • Verona, Artur (RO Bráila) • Weil, Adolf (SUA New-York) • Wolf, C. (A-U)[24]

- 1897 Ács, Ferencz (Cluj) • Aich inger Belányi, Viktor (A-U) • Blum, Leonhard (G München) • Bonte, Philip Braun, Leopold (G Berlin) • Buri, Max (E. Geneva) • Csók, István (A-U) • Degenhard, John (Australia) • Diamant, Lazar (Turcia, Smirna) • Domansky Emmeneger, Hans (E Basel) • Ferenczy, Károly (A-U Budapesta) • Fürst, Zs. (A-U) • Glatz, Oszkár (A-U Budapesta) • Goetz, Adalbert (G Frankfurt M) • Goldmann, Solomon (R Odesa) • Goldstein, Lazár (R. Odesa) • Grünwald, Béla (G. München) • Harrach, Albert conte Havas, Béla (A-U Páncota)[25] • Heinzmann, Edwin (G Saafeld) • Hermann, Ferdinand (A-U) • Herrer, Cezar (Spania) • Holzer, Károly (A-U Budapesta) • Jagerspacher, Gustav (A-U Gmunden) • Kardorff, Conrad von (G Wabitz) • Keifmann, Hermann (P Varsovia) • Keil, Friedrich (G) • Kischkowsky, Gamma (R. Kiev) • Kiszely, Nándor (A-U Lipto) • Kubinyi, Sándor (A-U Debreczen) • Laurant, Edward (P Varsovia) • Laurens, Michel Loose, Max (G. Leipzig) • Luczembacher, J (A-U) • Mareck, Ignatic (P Varsovia) • Margitay, Jakab (A-U) • Mark, L (A-U) • Münich, Odön (A-U Banka-Bistrika) • Mutterer, Franz (G München) • Nussbaum, Jakob (G Frankfurt M) • Nyitray, József (A-U) • Okum, Edmund (P Varsovia) • Papp, Gábor (A-U Cluj) • Paravicini, Alfred Plechl, Adalbert Pottner, Emil (G Braunschweig) • Ratzka, Arthur (A-U Linz) • Ravici, Vasile (Basil) (RO, Bucuresti) • Réti, István (A-U Baja Mare) • Ritter, Victor (A-U Viena) • Ringer, Johann von (G München) • Scharff, Victor (A-U Viena) • Schereschewsky, Rufin (Ruben) (R Odesa) • Schimler, Ignatie (G. Brannschwe ig) • Schlemensohn, Georg (R Odesa) • Schwarz, Georg (G München) • Simmler, Vincenz (P Varsovia) • Szenes, Fülöp (A-U Budapesta) • Tegyay, Lajos (A-U) • Thorma, János (Baia Marc) • Uhl, Emil (Cehia) • Vátter, Max (G München) • Verona, Artur (RO Bráila) • Weil, Adolf (SUA New-York) • Wolf, K (Páncota) • Wünsch, Richard (A-U Viena) • Zempléni, Tivadar (A-U Budapesta)[24]

- 1898 Band, Michael (R Odesa) • Benes Csók, István (A-U) • Cohn-Fowler, Charles (Calcuta) • Engelhardt, Alois (A-U Viena) • Faragó, József (A-U) Ferenczy, Károly (A-U Budapesta) Ferkay, Jenő (A-U Budapesta) Frischauf, F. (A-U Budapesta) Fuchs, Carl (A-U Viena) Glatz, Oszkár (A-U Budapesta) Goldstein, Lazar (R Odesa) Graetzer (G) Griglevsky (P) Gross, Mór (Satumare) Grünwald, Béla (G. München) Hermann, Nándor (A-U Budapesta) Herrer, Cezar (Spania, Manilla) Hidvéghy, István (A-U Miskolc) Horthy, Béla (A-U) Hradil, Elemér (A-U Budapesta) Jagerspacher, Gustav (Gmunden) Jancsó, Jenő (Oradea) Károlyi, Lajos (A-U Szeged) Keményffy, Árpád (A-U Budapesta) Ken, Kálmán (A-U Kalocsa) Kiszely, N. (A-U) Klaber, L. (A-U) Kober, Leo (G München) Kogan, Sigesmund (R Basarabja Orhei) Kozanowsky (R Kiev) Koziranowsky, Alfons (R Kiev) Kriglewsky, Alexander (P Varsovia) Krijanovsky (P) Kubinyi, Sándor (A-U) Kubrinsky, Joseph (P Varsovia) Lenkey, Edmund (G München) Malecky, Josef (P Varsovia) Mátray Mérő, István (Deva) Münich, Ödön (Oradea) Nyilassy, Sándor (A-U) Plahel (Plechl?) Béla (A-U) Pollacsek, József (A-U Budapesta) • Ravici, Vasile (RO Bucuresti) • Reichl Rerrich, Béla (A-U Budapesta) • Réti István (Baia Marc) • Robert, Leonard (A-U) • Rusecky Schereschewsky, Ruben (R Odesa) • Stulkes, Ania (R Odesa) • Satkowsky, Stanislav (R Petersburg) • Seirzinsky (P Varsovia) • Salkovsky Skvirtsinsky Stulkerz Szalay, Stephan (P. Varsovia) • Székely, Aladár (A-U Budapesta) • Szenes, Fülöp Szeremley, Julius (G München) • Symansky (R Nijni-Novgorod) • Takács, Zoltán (Somcuta Mare) • Tamas, Emeric (Brasov) • Thorma, János (Baia Mare) • Tóth, László (A-U Budapesta) • Wieden (Lista este semnatá de Hollósy la 15 oct. Arh. Stat Baia Marc, fond. Scoala de picturá)[24]

- 1899 Balogh, József (A-U Miskolc) • Belányi, Viktor (A-U) • Bihary, Lajos (A-U Budapesta) • Krach, E (A-U Budapesta) • Csók, István (A-U) • Cohn-Fowler, Charles (Calcuta) • Coulin, Arthur (Sibiu) • Czapek B (A-U) • Dworlak, Z (P Cracovia) • Epstein. Viktor (A-U) • Feber K (E) • Ferenczy, Károly (A-U) • Finkelstein (P. Varsovia) • Frischauf, Ferencz (A-U Budapesta) • Fuchs, Y (A-U Viena) • Goetz R (G Frankfurt M) • Grjebin S (R Odesa) • Grünwald, Béla (G. München) • Herrar, Cezar (Spania) • Honti, Nándor (A-U Budapesta) • Hradil, Elemér (A-U Miskolc) • Jagerspacher, Gustav (A-U Gmunden) • Jancsó, J (Oradea) • Károlyi L (Szeged) • Katz, Endre (A-U Korancirn) • Király, F (A-U Budapesta) • Klein, J (Oradea) • Kőber, Leo (A-U Budapesta) • Kogan, S (R Basarabja Orhei) • Krizanowisky, S (P Varsovia) • Lambert, H (G München) • LOwith, A. (A-U Viena) • Lutzenbacher, H Lüders, E (G. Lübeck) • Mayr (G München) • Mészáros, Gyula (A-U) • Münich, Odőn (Oradea) • Nagy, Vilmos (A-U Budapesta) • Olsewsky (P Varsovia) • Olsewskaia (P Varsovia) • Polgár, Márton (A-U Budapesta) • Réti, István (Baja Mare) • Rozsaffy, Dezsö, (A-U Budapesta) • Rudnay, Gyula (Budapesta) • Rychter Taddeusz (P Varsovia) • Schubert, B (A-U) • Schubert, H (A-U Viena) • Schutt, E (A-U) • Siliga, F (A-U) • Stagl, R. (A-U) • Stark, F (A-U Budapesta) • Szeremle, Gyula (A-U) • Takáts, Zoltán (Somcuta Mare) • Tamas, Emeric (Brasov) • Thorma, János (Baia Mare) • Trovotinszky L (A-U) • Vesztroczy M (A-U) • Virágh Gy. (A-U Ungvár) • V. Voss, B (Silezia) • Weissenberg Y (R Odesa) • Wieden, E (A-U Viena) • Zichy I. conte (A-U Somogy) • Zsóldos Gy. (A-U) •
- 1900 Balogh, József (A-U) • Blum, Annie Blum, Leonhard Csók, István (A-U) • Dittrich, Z (A-U) • Dworfak, Zygmund (P) • Feber, Carl Epoteiu, Victor (A-U) • Faragó, József (A-U) • Ferenczy, KárOly (A-U) • Flottow, Ernst von (G) • Frischauf, F (A-U) • Gasparetz, E (A-U) • Glatz, Oszkár (A-U Budapesta) • Goldstein, Hersch (R) • Grschebin, Simon (R) • Grünwald, Béla (A-U) • Horthy, Béla (A-U) • Hradil, E (A-U) • Hradil Margit (A-U) • Jagerspacher, Gustav (A-U) • Kardorff, Carl von (G) • Klein, Jenő (A-U) • Kocsis, György (A-U) • Kormány, Károly (A-U) • Kr izanowsky, Conrad Kubinyi, Sándor (A-U) • Lohwag, Ernestine (A-U Viena) • Mayr, Albert Mészáros, Gyula (A-U) • Nyillasy, Sándor (A-U) • Obendorfer, Rudolf (G) • Olszewsky, Bron islav Olszewskaya, Marianne Réti, István (A-U) • Rozsaffy, Dezső (A-U) • Rudnay, Gyula (A-U) • Rychter, Taddeusz (P) • Sergheiev, Maria (R) • Stagl, Rudolf Schubert, B (A-U) • Takács, Zoltán (Somcuta Marc) • Tamás, Emeric (Brasov) • Thorma, János (Baia Mare) • Török, Jenő (A-U) • Ujházy, Berta (A-U) • Ujházy, Sándorné (A-U) • Veith, Margarethe Walter, Ernest Wieden, L. Wimmer, D.[24]

- 1901 Abramatfits, Henriette • Aronstein, Bertha • Back, Victor • Balogh, József • Belányi, Viktor • Benkovich, Guido • Bernstein, Stephanie • Blum, Annie • Blum, Leonard • Csók, István • Dittrich, Zoltán • Dobusinsky, Alex. Dobusinskaia • Epstein, Victor • Faragó, József • Felber, Karl • Ferenczy, Károly • Frischauf, Ferencz • Gasparetz, Elena • Glatz, Oszkár • Goldstein, Efraim • Gröh, Béla • Grünwald, Béla • Handel, Josef • Hartung, Wanda von Heldrich, Babette • Herrer, Cezar • Helmberger, Adolphe • Hidvéghy, Géza • Hradl, Elemér • Hradl, Margit • Kallos, Ede • Kacz, Endre • Kemenczky, Arpád • Kemper, Miklós • Kocsis, György • Korsenowsky, Stanislav • Kariewsky, Stanislav • Kubinyi, Sándor • Landschreiber, Marcus • Lanow, Maria • Lohwag, Ernestine (A-U Viena) • Malinovsky, Hedwige • Markovsky, Leo • Mehmert, Hermann • Ninlsielska, Victoria • Novák, Andor • Nyillasy, Sándor • Olszewiszky, Branislav • Omelustaia, Antonia • Pelczynski, Czeslav • Piato, Josef • Réti, István • Rudnay, Gyula • Schönberg, Jakob • Seifmann, Johann • Sergheieff, Mari • Stagl, Rezső • Székely, Andor • Szigeti, Jenö • Szöri, József • Veith, Margit • Wieden, Louis (Viena) • Walter, Ernst • Wurnul, Fanny von (Cf. listelor semnate de Hol-lósy; arh. stat. Baja Marc, fond Scoala de picturá)[24]